# Estatuto do Índio
L'Estatuto do Índio (en portuguès Estatut de l'indi) és la llei brasilera número 6 001, que preveu les relacions de l'estat i la societat amb els pobles indígenes del Brasil. Aquesta llei va entrar en vigor el 1973. L'Estatuto do Índio segueix el mateix concepte que el Codi civil brasiler de 1916 i considera els pobles indígenes com a "relativament incapaços", sent supervisats per una agència estatal, en aquest cas FUNAI (Fundação Nacional do Índio), fins a la seva integració a la societat nacional. En el seu primer article, la llei estableix que el seu objectiu és "integrar els indis a la societat brasilera, assimilant-los d'una manera harmònica i progressiva".

## L’Estatuto do Índio i la Constitució de 1988
La Constitució brasilera de 1988 dona un nou tractament als pobles indígenes: reconeix la seva identitat cultural pròpia i diferenciada (organització social, costums, llengües, creences i tradicions), garantint el dret a romandre com a indis i ho fa explícit com un dret original (que precedeix la creació de l'estat) l'usdefruit de les terres que tradicionalment ocupen. Segons la constitució, l’Estat és el responsable de garantir el reconeixement d’aquests drets per part de la societat. El paper de l’Estat passa llavors de la protecció de les persones a la protecció dels drets.
Davant d’aquest canvi, es va fer necessari revisar l'Estatuto do Índio. En aquest sentit, es van presentar tres projectes de llei a la Cambra de Diputats del Brasil: una del Poder Executiu i dues més d'organitzacions no governamentals. A partir del 1992 es va crear una comissió especial a la cambra per examinar l'assumpte. El juny de 1994, aquesta comissió va aprovar un substitut que regula l' Estatuto das Sociedades Indígenas. No obstant això, abans d'anar al Senat, el desembre del mateix any, després de les eleccions presidencials, els congressistes van presentar un recurs perquè el projecte de llei fos presentat al ple de la Cambra. Des de llavors, s'ha paralitzat. La revisió de l’Estatut dels indígenes és una de les principals demandes dels pobles indígenes actuals al Brasil, juntament amb la demarcació de les seves terres.

## Classificació de l'indi segons l'estatut
L'article 4 de l'Estatuto do Índio classifica els indis segons el seu grau d'integració a la societat:
"I - Aïllats - Quan viuen en grups desconeguts o dels quals hi ha pocs i vagues informes a través de contactes ocasionals amb elements de la comunió nacional;
II - En procés d’integració - Quan, en contacte intermitent o permanent amb grups estranys, conserven menys o més de les condicions de la seva vida natal, però accepten algunes pràctiques i modes d’existència comuns a altres sectors de la comunió nacional, que recorreran a més per a l'aliment;
III - Integrat: quan s'incorpora a la comunitat nacional i es reconeix en el ple exercici dels drets civils, tot i que conserven costums, costums i tradicions característiques de la seva cultura. "